# 111-я танковая бригада
 111-я танковая Новоград-Волынская Краснознаменная орденов Суворова, Кутузова бригада  — танковая бригада Красной армии в годы Великой Отечественной войны.
Сокращённое наименование — 111 тбр.

## Формирование и организация
111-я танковая бригада сформирована в составе войск Московского ВО в Тамбове в период с 15 марта по 9 июля 1942 г.
9 июля 1942 г. после сформирования подчинена командиру 25-го тк Воронежского фронта.
12 декабря 1942 г. бригада в составе 25-го тк поступила в оперативное подчинение 1-й гв. армии Юго-Западного фронта. 10 февраля 1943 г. бригада в составе 25-го тк переподчинена 6-й армии Юго-Западного фронта. 1 апреля 1943 г. бригада в составе 25-го тк выведена в резерв Ставки ВГК в Тулу на доукомплектование.
14 июля 1943 г. в составе 25-го тк бригада совершила марш в район Сухиничи, где поступила в распоряжение Брянского фронта.
10 августа 1943 г. бригада в составе 25-го тк выведена в резерв Ставки ВГК в Тульский ТВЛ.
В период с 17 по 25 ноября 1943 г. бригада в составе 25-го тк передислоцировалась в Киев, где поступила в оперативное подчинение 3-й гв. ТА 1-го Украинского фронта.
12 декабря 1943 г. бригада в составе 25-го тк переподчинена 13-й армии 1-го Украинского фронта. 17 января 1944 г. бригада в составе 25-го тк подчинена 60-й армии 1-го Украинского фронта. 2 февраля 1944 г. бригада в составе 25-го тк переподчинена 13-й армии 1-го Украинского фронта. 12 июля 1944 г. бригада в составе 25-го тк включена в состав КМГ генерал-лейтенанта Баранова и 12 июля 1944 г. введена в прорыв на участке 13-й армии.
1 августа 1944 г. бригада в составе 25-го тк поступила в распоряжение 38-й армии. 12 ноября 1944 г. бригада в составе 25-го тк выведена в резерв 1-го Украинского фронта на доукомплектование. 11 января 1945 г. бригада в составе 25-го тк поступила в подчинение 3-й гв. армии. 2 мая 1945 г. бригада в составе 25-го тк переподчинена 13-й армии 1-го Украинского фронта.

## Боевой и численный состав
Бригада сформирована по штатам №№ 010/345-010/352 от 15.02.1942 г.:
- Управление бригады [штат № 010/345]
- 313-й отд. танковый батальон [штат № 010/346]
- 314-й отд. танковый батальон [штат № 010/346]
- Мотострелково-пулеметный батальон [штат № 010/347]
- Противотанковая батарея [штат № 010/348]
- Зенитная батарея [штат № 010/349]
- Рота управления [штат № 010/350]
- Рота технического обеспечения [штат № 010/351]
- Медико-санитарный взвод [штат № 010/352]

Директивой ГШ КА № орг/3/141539 от 10.11.1943 г. переведена на штаты №№ 010/500-010/506:
- Управление бригады [штат № 010/500]
- 1-й отд. танковый батальон [штат № 010/501]
- 2-й отд. танковый батальон [штат № 010/501]
- 3-й отд. танковый батальон [штат № 010/501]
- Моторизованный батальон автоматчиков [штат № 010/502]
- Зенитно-пулеметная рота [штат № 010/503]
- Рота управления [штат № 010/504]
- Рота технического обеспечения [штат № 010/505]
- Медсанвзвод [штат № 010/506]

Численный состав
| Дата          | Объединение       | Личный состав (чел) | Типы танков      | Всего | Примечание                        |
| ------------- | ----------------- | ------------------- | ---------------- | ----- | --------------------------------- |
| 07.07.1942 г. | Воронежский фронт | 1 091               | 32 Т 34; 21 Т 60 | 53    | ЦАМО РФ. ф. 38, оп. 11373, д. 150 |

## Подчинение
Периоды вхождения в состав Действующей армии:
- с 11.07.1942 по 01.04.1943 года.
- с 13.07.1943 по 20.08.1943 года.
- с 19.11.1943 по 11.05.1945 года.

| Дата             | Фронт (округ)             | Армия                  | Корпус               | Дивизия | Бригада | Примечания |
| ---------------- | ------------------------- | ---------------------- | -------------------- | ------- | ------- | ---------- |
| 01.03.1942 года  | Приволжский военный округ |                        |                      |         |         |            |
| 01.04.1942 года  | Приволжский военный округ |                        |                      |         |         |            |
| 01.05.1942 года  | Приволжский военный округ |                        |                      |         |         |            |
| 01.06.1942 года  | Приволжский военный округ |                        |                      |         |         |            |
| 01.07.1942 года  | РВГК                      |                        | 25-й танковый корпус |         |         |            |
| 01.08.1942 года  | Воронежский фронт         | 60-я Армия             | 25-й танковый корпус |         |         |            |
| 01.09.1942 года  | Воронежский фронт         | 40-я Армия             | 25-й танковый корпус |         |         |            |
| 01.10.1942 года  | Воронежский фронт         | 40-я Армия             | 25-й танковый корпус |         |         |            |
| 01.11.1942 года  | Воронежский фронт         |                        | 25-й танковый корпус |         |         |            |
| 01.12.1942 года  | Воронежский фронт         |                        | 25-й танковый корпус |         |         |            |
| 01.01.1943 года  | Юго-западный фронт        |                        | 25-й танковый корпус |         |         |            |
| 01.02.1943 года  | Юго-западный фронт        |                        | 25-й танковый корпус |         |         |            |
| 01.03.1943 года  | Юго-западный фронт        |                        | 25-й танковый корпус |         |         |            |
| 01.04.1943 года  | РВГК                      |                        | 25-й танковый корпус |         |         |            |
| 01.05.1943 года  | РВГК                      |                        | 25-й танковый корпус |         |         |            |
| 01.06.1943 года  | РВГК                      |                        | 25-й танковый корпус |         |         |            |
| 01.07.1943 года  | РВГК                      |                        | 25-й танковый корпус |         |         |            |
| 01.08.1943 года  |                           | 11-я гвардейская армия | 25-й танковый корпус |         |         |            |
| 01.09.1943 года  | Московский военный округ  |                        | 25-й танковый корпус |         |         |            |
| 01.10.1943 года  | Московский военный округ  |                        | 25-й танковый корпус |         |         |            |
| 01.11.1943 года  | Московский военный округ  |                        | 25-й танковый корпус |         |         |            |
| 01.12.1943 года  | 1-й Украинский фронт      |                        | 25-й танковый корпус |         |         |            |
| 01.01.1944 года  | 1-й Украинский фронт      | 13-я армия             | 25-й танковый корпус |         |         |            |
| 01.02.1944 года  | 1-й Украинский фронт      | 60-я армия             | 25-й танковый корпус |         |         |            |
| 01.03.1944 года  | 1-й Украинский фронт      | 13-я армия             | 25-й танковый корпус |         |         |            |
| 01.04.1944 года  | 1-й Украинский фронт      | 13-я армия             | 25-й танковый корпус |         |         |            |
| 01.05.1944 года  | 1-й Украинский фронт      | 13-я армия             | 25-й танковый корпус |         |         |            |
| 01.06.1944 года  | 1-й Украинский фронт      | 13-я армия             | 25-й танковый корпус |         |         |            |
| 01.07.1944 года  | 1-й Украинский фронт      | 13-я армия             | 25-й танковый корпус |         |         |            |
| 01.08.1944 года  | 1-й Украинский фронт      |                        | 25-й танковый корпус |         |         |            |
| 01.09.1944 года  | 1-й Украинский фронт      |                        | 25-й танковый корпус |         |         |            |
| 01.10.1944 года  | 1-й Украинский фронт      | 38-я армия             | 25-й танковый корпус |         |         |            |
| 01.11.1944 года  | 1-й Украинский фронт      | 38-я армия             | 25-й танковый корпус |         |         |            |
| 01.12.1944 года  | 1-й Украинский фронт      |                        | 25-й танковый корпус |         |         |            |
| 01.01.1945 года. | 1-й Украинский фронт      | 3-я гвардейская армия  | 25-й танковый корпус |         |         |            |
| 01.02.1945 года. | 1-й Украинский фронт      | 3-я гвардейская армия  | 25-й танковый корпус |         |         |            |
| 01.03.1945 года. | 1-й Украинский фронт      | 3-я гвардейская армия  | 25-й танковый корпус |         |         |            |
| 01.04.1945 года. | 1-й Украинский фронт      | 3-я гвардейская армия  | 25-й танковый корпус |         |         |            |
| 01.05.1945 года. | 1-й Украинский фронт      | 3-я гвардейская армия  | 25-й танковый корпус |         |         |            |

## Командиры

### Командиры бригады
- Кобзарь Иван Гаврилович, подполковник, 00.03.1942 — 19.05.1942[1]
- Король, Фёдор Петрович, генерал-майор (23.09.1942 погиб в бою - ОБД), 00.06.1942 — 23.09.1942[2]
- Хотимский, Михаил Васильевич, подполковник, врио, 23.09.1942[3]
- Грановский Исаак Наумович, подполковник, с 10.12.1943 — полковник, 30.09.1942 — 15.10.1944[4]
- Мироненко, Иван Лукич, полковник, ид, 16.10.1944 — 11.05.1945[5]

### Начальники штаба
- Юнг Александр Михайлович, полковник, 05.03.1942 — 19.07.1942[6]
- Мандель Лев Лазаревич, майор, на 01.1943[7]
- Лыгин Николай Николаевич, майор, 00.07.1943 — 00.12.1943[8]
- Мироненко, Иван Лукич, подполковник, ид, 00.12.1943 — 00.10.1944
- Казак Михаил Павлович, майор, на 07.1944[9]
- Моисеев Петр Филиппович, майор, 00.10.1944 — 00.05.1945[10]
- Еськов Александр Матвеевич, подполковник, 00.05.1945 — 00.07.1945[11]

### Заместитель командира по строевой части
- Хотимский, Михаил Васильевич, подполковник, 00.06.1942 — 00.11.1942
- Мироненко, Иван Лукич, подполковник, 00.09.1943
- Гаргопа Иван Михайлович, майор, на 22.02.1945[12]

### Заместитель командира по технической части
- Беликов Александр Карпович, инженер-майор, на 07.1944[13]

### Начальник политотдела, заместитель командира по политической части
- Лобачев Анатолий Григорьевич, ст. батальон. комиссар (23.09.1942 погиб в бою или 07.42 по истории 25 тк), 05.03.1942 — 29.09.1942[14]
- Кучеренко Борис Максимович, ст. батальон. комиссар, майор (в ноябре 1942 пропал без вести — ОБД), с 23.11.1942[15]
- Кравченко Анатолий Ильич, майор, 28.12.1942 — 16.06.1943[16]
- Авраменко Родион Лазаревич, батальон. комиссар, 05.03.1942 — 15.08.1942[17]
- Медведев Мефодий Гаврилович, батальон. комиссар, 15.08.1942 — 22.09.1942[18]
- Кравченко Анатолий Ильич, батальон. комиссар, с 23.11.1942 — майор. 22.09.1942 — 28.12.1942
- Борисов Николай Андреевич, майор, 28.12.1942 — 16.06.1943
- Кравченко Анатолий Ильич, майор, с 02.02.1944 — подполковник. 16.06.1943 — 31.01.1945.
- Лысоволенко Дмитрий Дмитриевич, подполковник, 07.02.1945 — 27.07.1945[19]

## Отличившиеся воины

### Герои Советского Союза
| № | Фамилия Имя Отчество         | Дата Указа           | Должность                                                                 | Звание            | Примечания |
| - | ---------------------------- | -------------------- | ------------------------------------------------------------------------- | ----------------- | ---------- |
|   | Вайсер, Владимир Зельманович | 25 августа 1944 года | командир танка Т-34 2-го танкового батальона 111-й танковой бригады       | младший лейтенант | посмертно  |
|   | Лавров, Яков Иванович        | 10 апреля 1945 года  | командир танкового взвода 3-го танкового батальона 111-й танковой бригады | старший лейтенант | посмертно  |
|   | Русских, Пётр Егорович       | 27 июня 1945 года    | механик-водитель 1-го танкового батальона 111-й танковой бригады          | старший сержант   |            |
|   | Станкевич, Гемел Михайлович  | 27 июня 1945 года    | командир взвода 1-го танкового батальона 111-й танковой бригады           | младший лейтенант |            |

### Кавалеры ордена Славы 3-х степеней[20]
- Тютин, Алексей Яковлевич, старший сержант, командир отделения автоматчиков моторизованного батальона автоматчиков 111-й танковой бригады.

## Награды и наименования
| Награда (наименование)                     | Дата награждения                                           | За что получена |
| ------------------------------------------ | ---------------------------------------------------------- | --- |
| Почётное наименование «Новоград-Волынская» | Приказ Верховного главнокомандующего от 3 января 1944 № 54 | в ознаменование одержанной победы и отличия в боях за овладение городом Новоград-Волынский                                                                                 |
| Орден Красного Знамени                     | Указ Президиума ВС СССР от 10.08.1944 года.                | За образцовое выполнение заданий командования в боях с немецкими захватчиками, за овладение городами Перемышль и Ярослав и проявленные при этом доблесть и мужество        |
| Орден Суворова II степени                  | Указ Президиума ВС СССР от 19.02.1945 года                 | за образцовое выполнение заданий командования в боях с немецкими захватчиками, за овладение городом Кельце и проявленные при этом доблесть и мужество                      |
| Орден Кутузова II степени                  | Указ Президиума ВС СССР от 26.04.1945 года                 | За образцовое выполнение заданий командования в боях с немецкими захватчиками при овладении городом и крепостью Глогау (Глогув) и проявленные при этом доблесть и мужество |